# Basilique San Giorgio Maggiore de Venise
Pour les articles homonymes, voir San Giorgio et San Giorgio Maggiore.
San Giorgio Maggiore est une basilique abbatiale vénitienne située sur la petite île du même nom dans le bassin de Saint-Marc, face à la Piazetta. Elle est desservie par les Bénédictins de la congrégation de Subiaco Mont-Cassin.

## Histoire
Conçue en 1566 par Andrea Palladio, sa construction est achevée en 1610 par Vincenzo Scamozzi.
Cette église était un motif très apprécié des védutistes. Dans la vue peinte par Francesco Guardi vers 1775-1780, il manque la présence du clocher qui s’est écroulé en 1774. Les travaux de restauration du campanile, qui devaient durer jusqu’en 1791, ne sont pas non plus figurés. Guardi préférait en effet représenter le clocher tel qu’il était autrefois ou ne pas le représenter du tout[réf. souhaitée] comme ici.

## Architecture

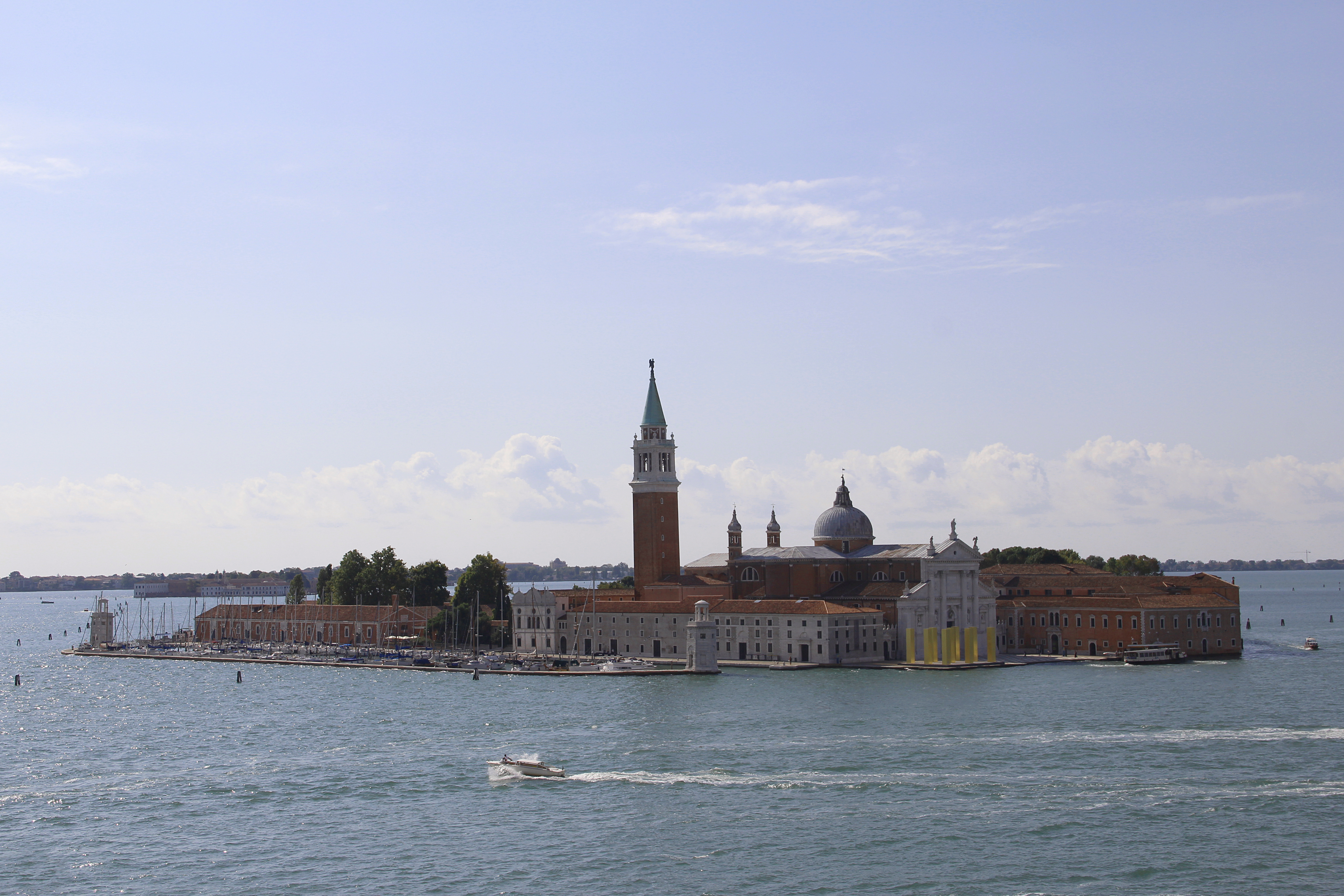
L'île de San Giorgio Maggiore vue du campanile de Santa Maria della Salute.
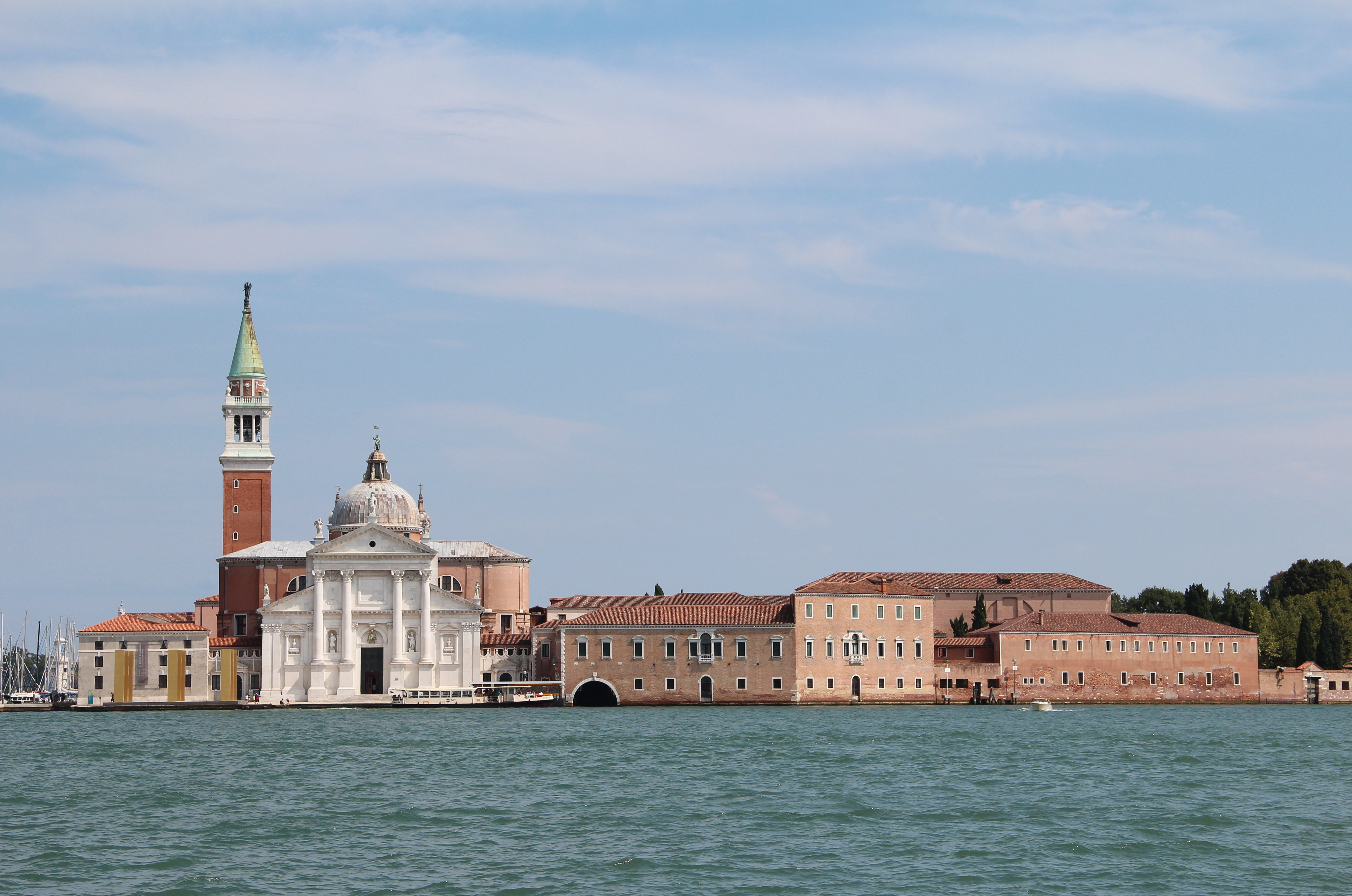
La basilique et les anciens bâtiments abbatiaux.
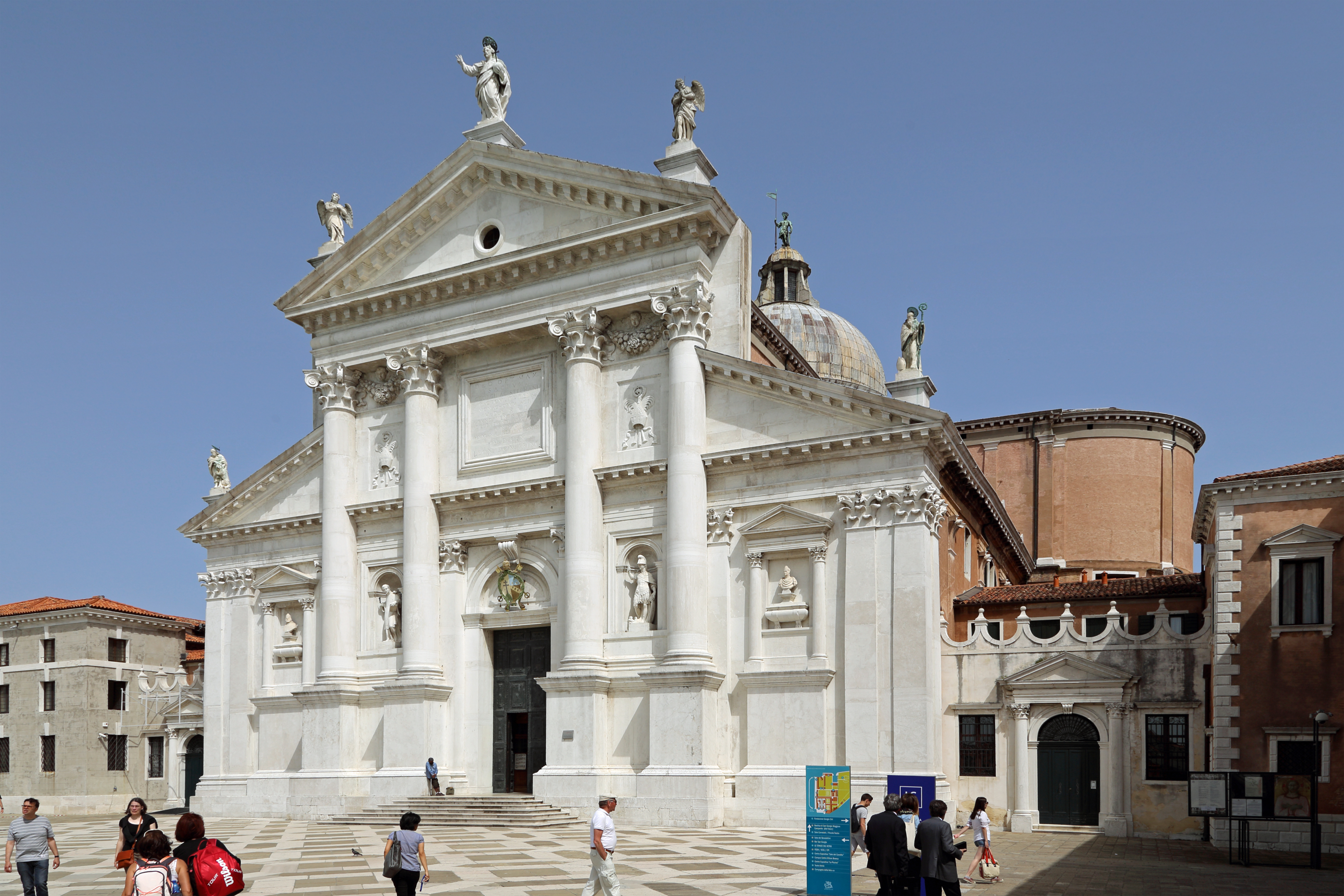
Façade de la basilique.
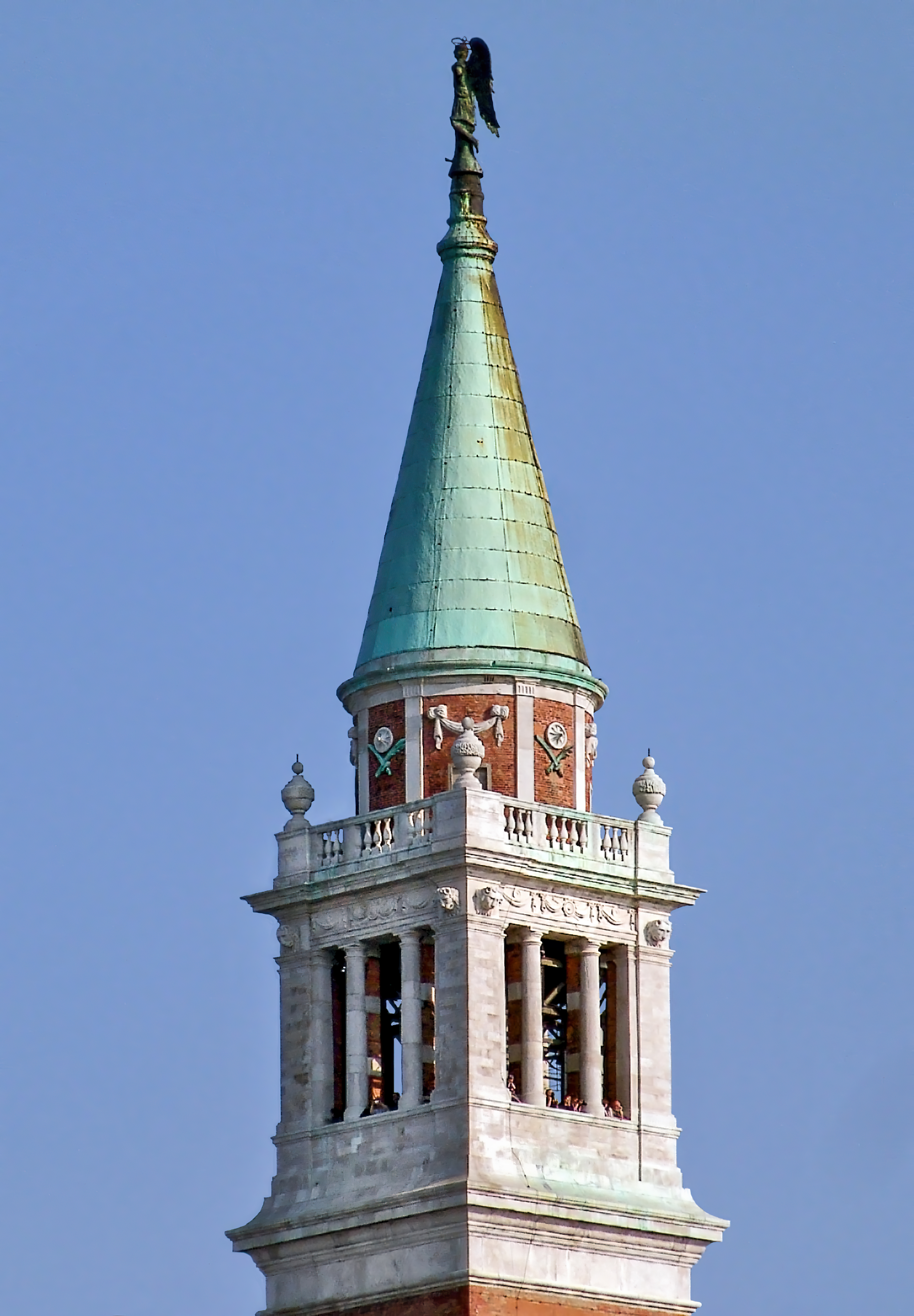
La partie haute du campanile.
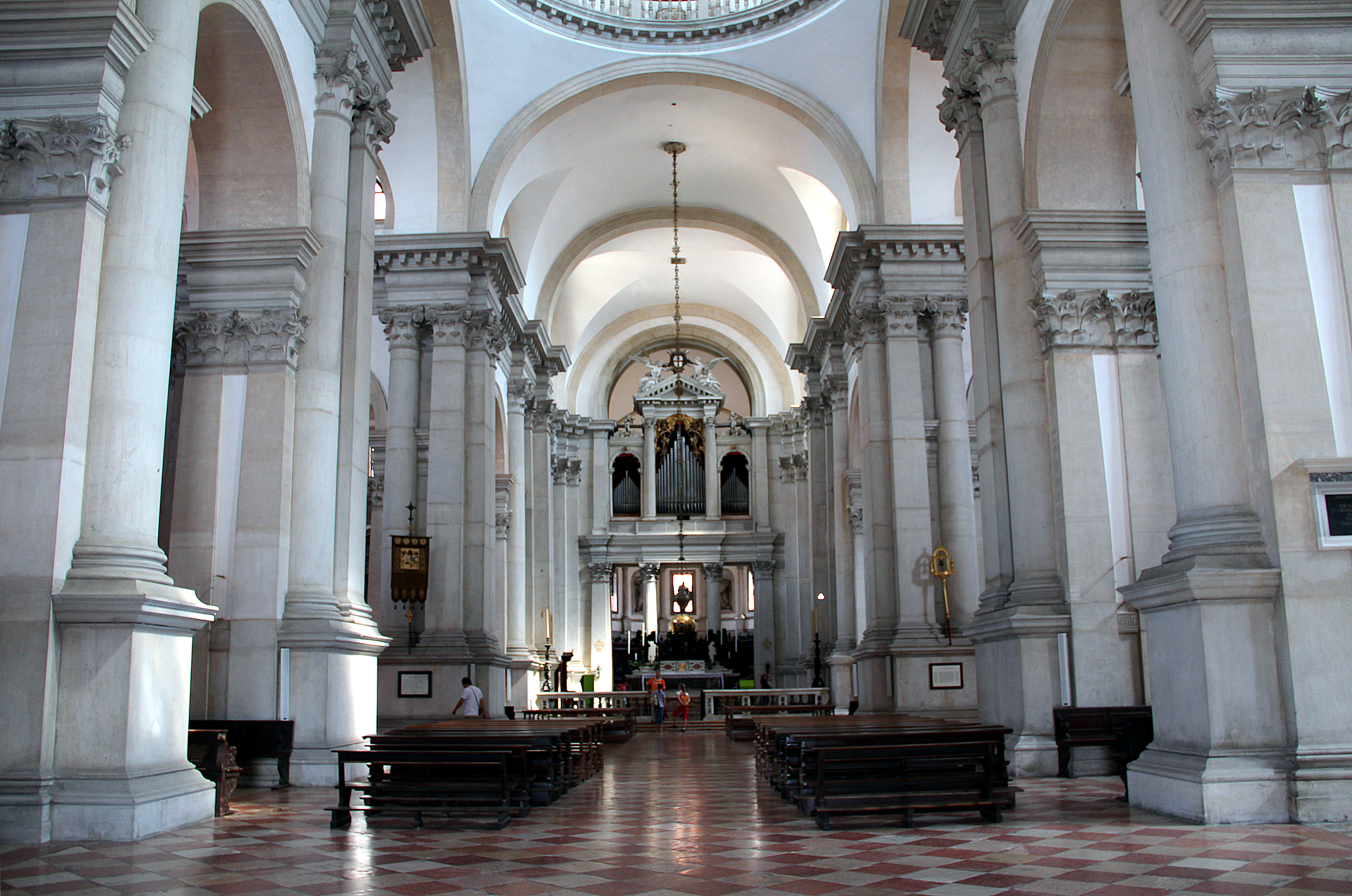
Nef, autel et orgues la basilique San Giorgio Maggiore à Venise.

## Décoration

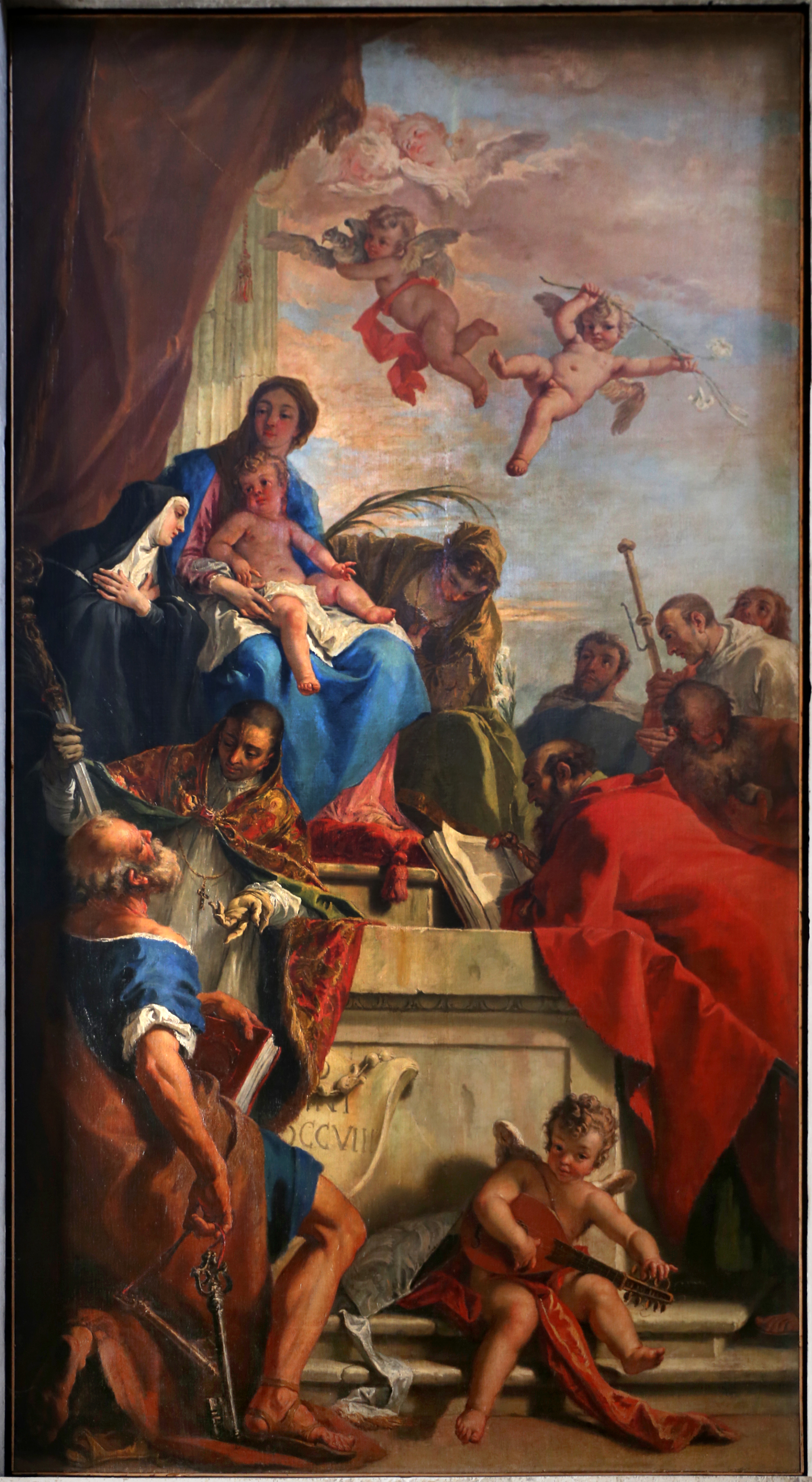
Vierge et l'Enfant avec des Saints
Sebastiano Ricci, 1708.
Basilique San Giorgio Maggiore.

L'église est célèbre pour son chœur décoré de toiles du Tintoret : La Récolte de la manne (mur de gauche) et surtout La dernière Cène (mur de droite), l'une des toiles les plus célèbres du maître.
C'est une église qui comporte une nef séquencée et réservée au clergé. Le chœur s'y trouve presque au centre et sa façade imite celle d'un temple. On peut voir une bande filante  qui va unifier les quatre façades.
À droite du chœur, une porte conduit à la salle du conclave où eut lieu l'élection du pape Pie VII. Elle est décorée d'un retable de Vittore Carpaccio.

### Œuvres qui y sont conservées ou ont été déplacées
- Paul Véronèse y a peint entre juin 1562 et octobre 1563, pour son réfectoire, le tableau Les Noces de Cana (aujourd'hui au musée du Louvre)[5].
- De Jacopo Bassano, une Nativité datée de 1590-1591, sur toile de 421 × 219 cm)[6].
- Du Tintoret, La dernière Cène (Ultima cena) et Les Juifs dans le désert”
- De Sebastiano Ricci, Vierge et l'Enfant avec des Saints, 1708[7].

## Dans la peinture
À la suite de Canaletto et Francesco Guardi au XVIIIe siècle, le peintre anglais de paysage du XIXe siècle, William Turner, la représente dans le tableau La Dogana, San Giorgio et Zitelle, depuis les marches de l'Europe qu'il exposa en 1842.
Monet l'a représentée dans sept tableaux exécutés lors et après son séjour à Venise en 1908.  

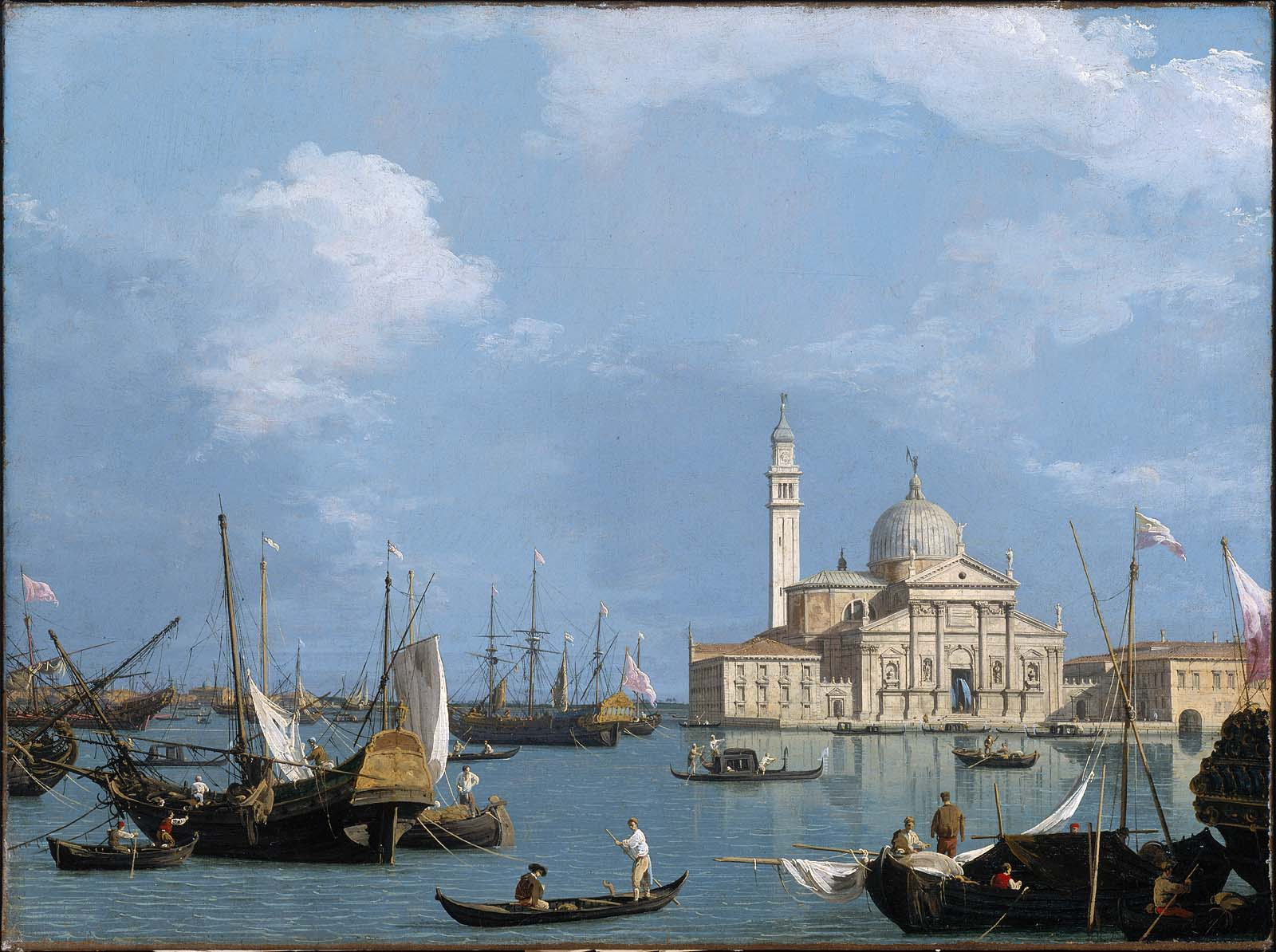
San Giorgio Maggiore vue du Bassin de saint Marc, Canaletto, 1726-1730. Musée des Beaux-Arts (Boston)[10].
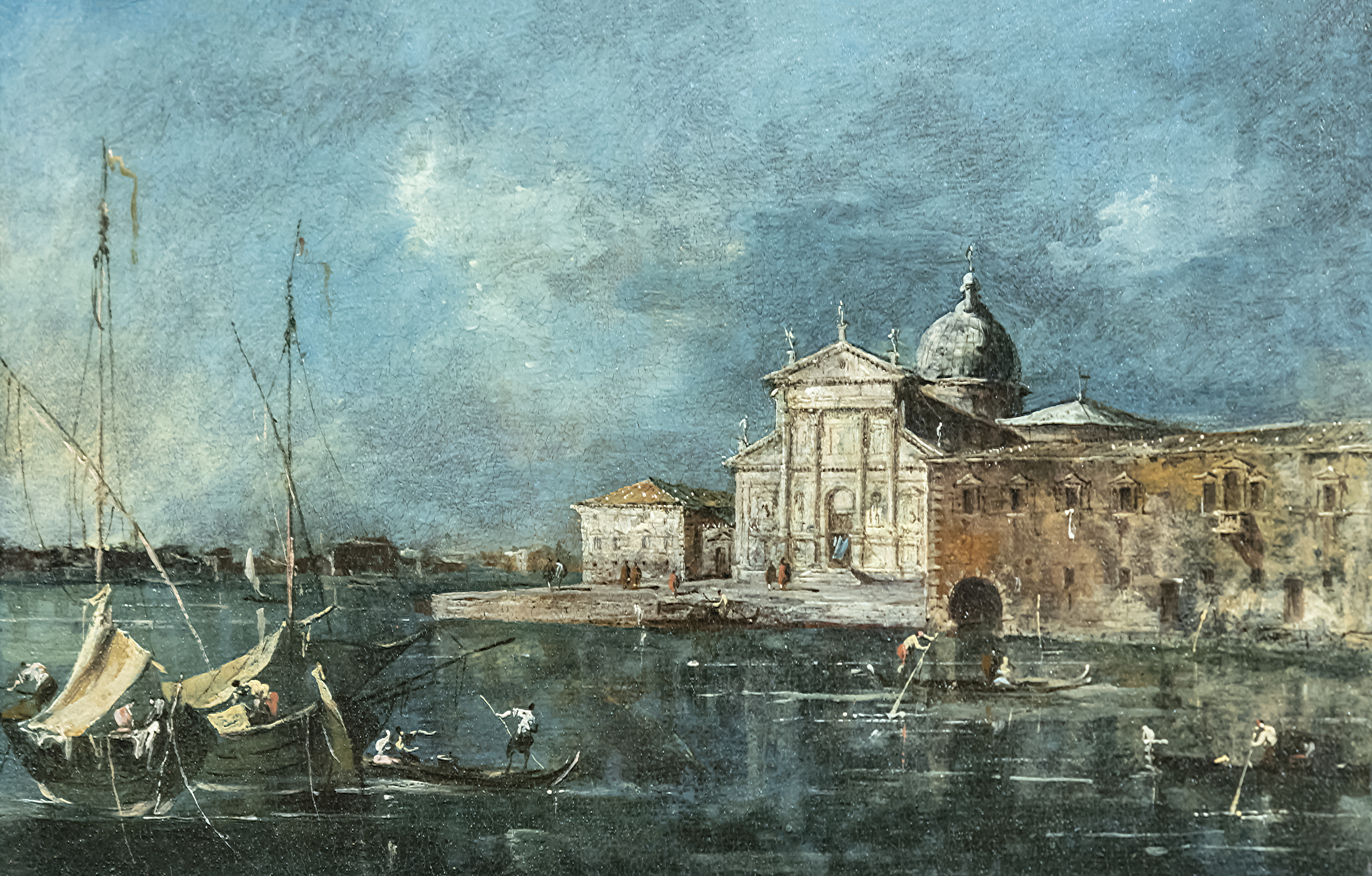
Vue de San Giorgio Maggiore, Francesco Guardi, 1765 Fondation Bemberg.
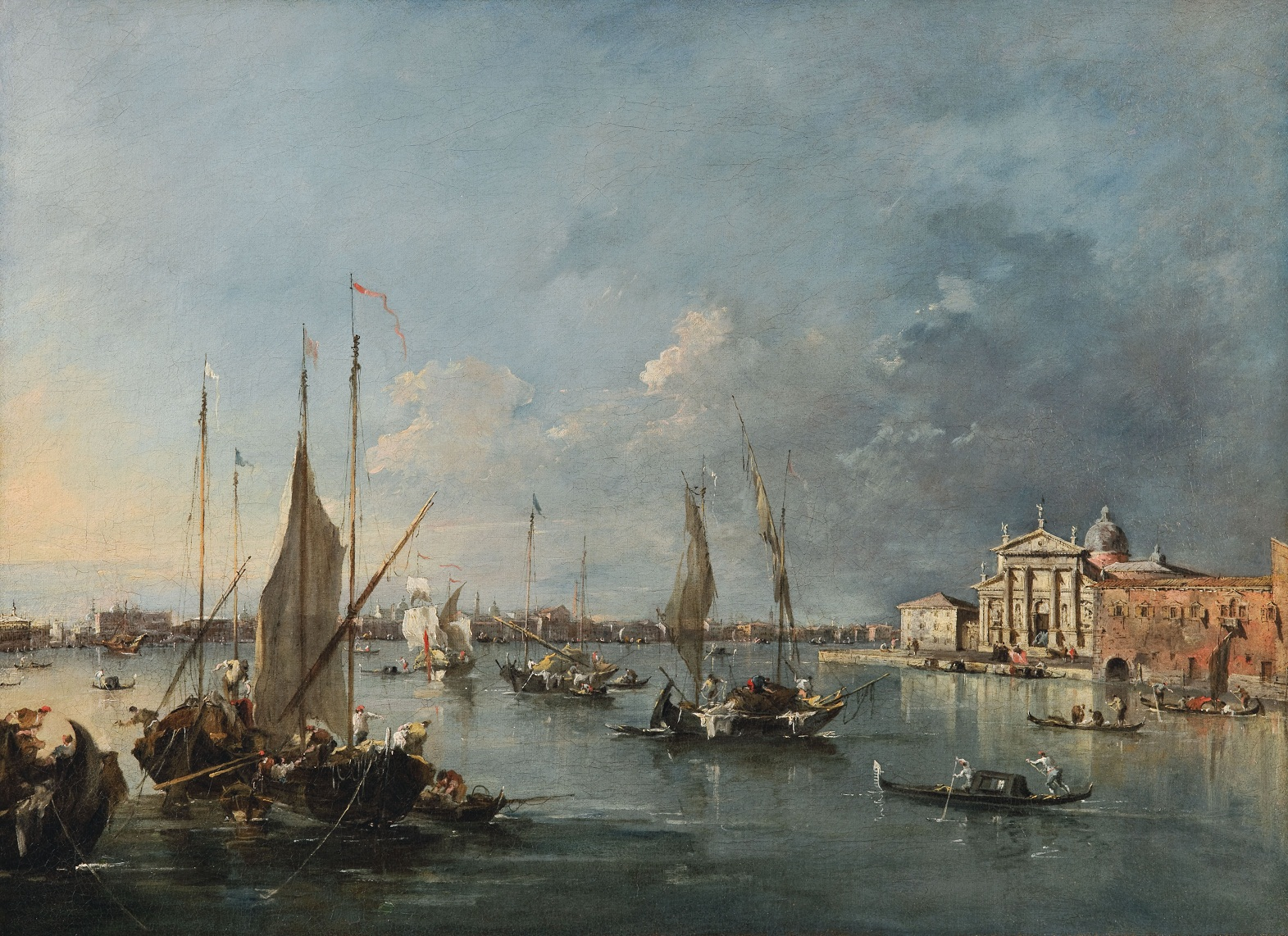
L’Église San Giorgio Maggiore vue de la Giudecca, 1775-1780, Guardi. Fondation Custodia, Paris[11].
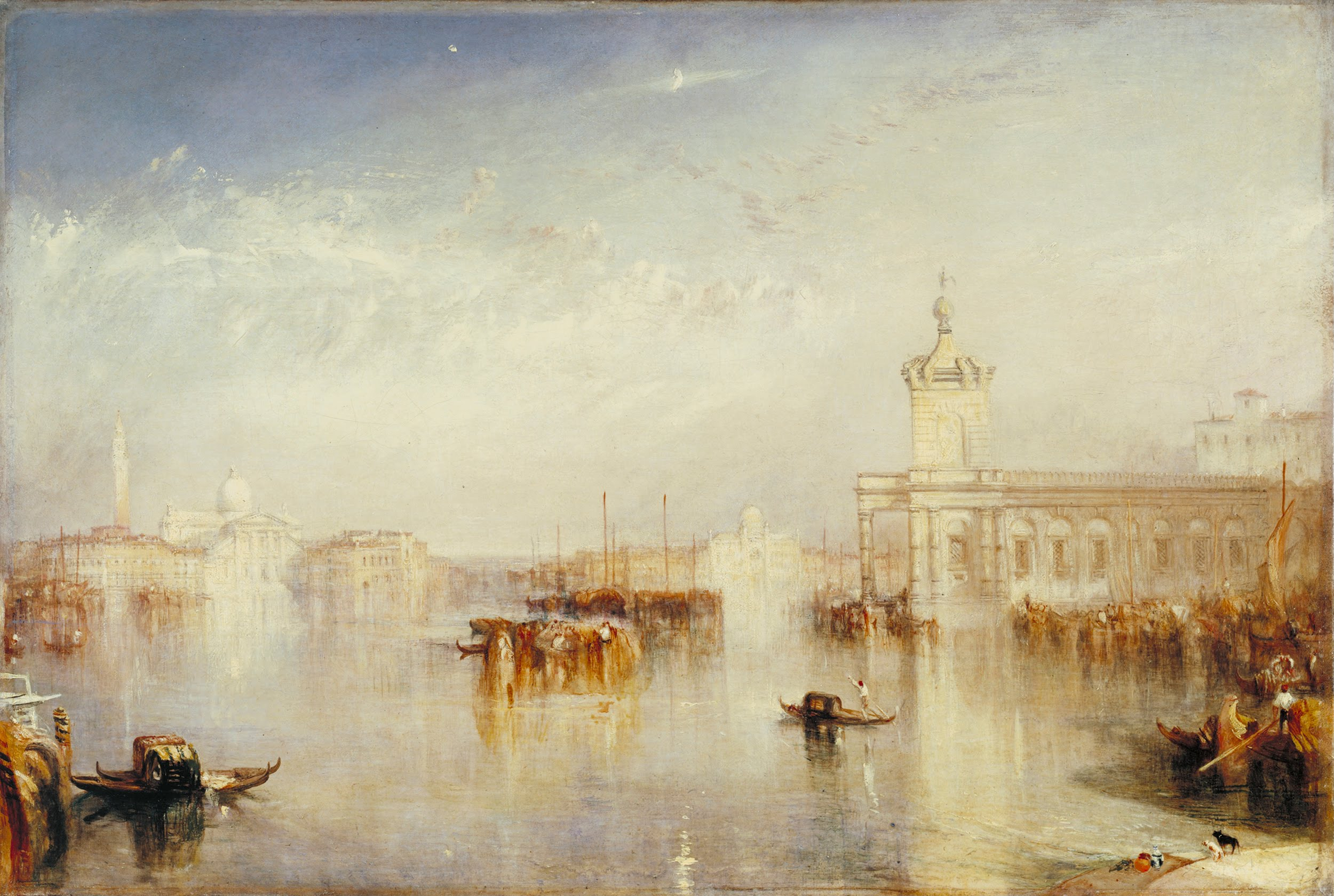
La Dogana, San Giorgio Zitelle, depuis les marches de l'Europe. William Turner, 1842. Tate Britain, Londres.
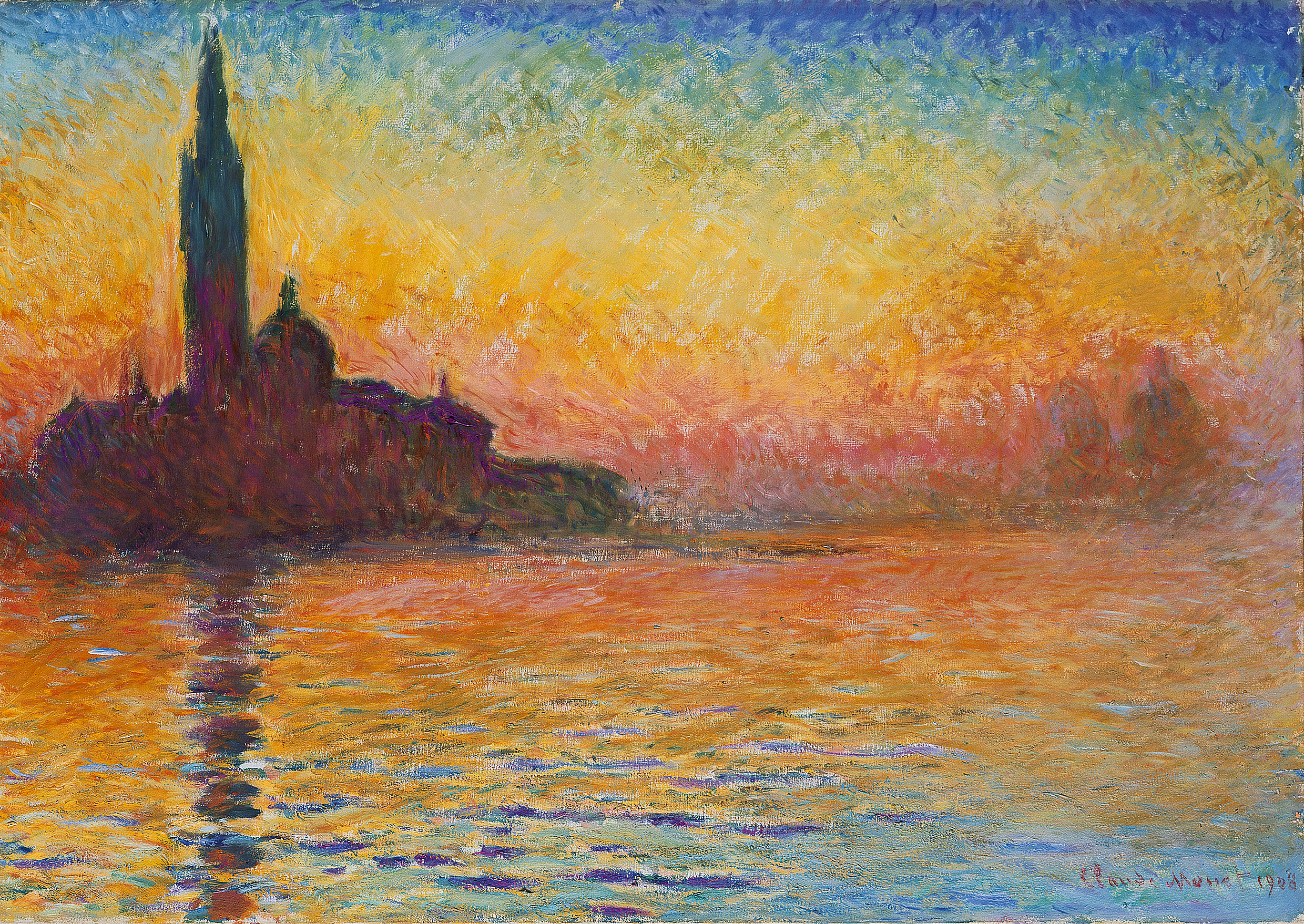
Saint-Georges majeur au crépuscule Claude Monet, 1908. National Museum Cardiff.